# Telespiza ultima
Telespiza ultima е вид птица от семейство Чинкови (Fringillidae). Видът е критично застрашен от изчезване.

## Разпространение
Видът е разпространен в САЩ.